# Tony Vidmar
Anthony »Tony« Vidmar, avstralski nogometaš in trener slovenskega rodu, * 4. julij 1970, Adelaide, Avstralija.
Vidmar je igral na položaju branilca. Tudi njegov starejši brat Aurelio je bil nogometaš.
Bil je član avstralske nogometne reprezentnace na Poletnih olimpijskih igrah 1992 v Barceloni. Od takrat je bil redni član avstralske izbrane vrste, ki je trikrat v kvalifikacijah za svetovno prvenstvo v nogometu obtičala na zadnji stopnički. Leta 1993 so klonili proti Argentini, leta 1997 proti Iranu in leta 2001 proti Urugvaju (znani so posnetki jokajočega Vidmarja takoj po koncu te tekme). Zato pa se je leta 2005 »socceroosom« v dodatnih kvalifikacijah za svetovno prvenstvo v nogometu 2006 v Nemčiji uspelo oddolžiti Urugvajcem. Kvalifikacije je odločilo izvajanje enajstmetrovk in med tistimi, ki so zadeli, je bil tudi Vidmar, ki bo tako najverjetneje edini »Slovenec« na prvenstvu.
Med letoma 1989 in 1995 je z izjemo kratkega obdobja (1993) pri belgijskem klubu Germinal Ekeren igral za domači Adelaide City. Leta 1995 se je preselil v nizozemski klub NAC Breda, po dveh letih pa v sloviti Glasgow Rangers, kjer je ostal do leta 2002. Eno sezono je igral za angleški Middlesbrough F.C., med letoma 2003 in 2005 je igral za valižanski Cardiff City F.C., nato pa se je vrnil v Bredo, od koder je odšel v klub Central Coast Mariners FC.